# Martin Boonzaayer
Martin David Boonzaayer  (* 1. listopadu 1972) je bývalý americký těžký atlet – zápasník, vzpěrač, kulturista nizozemského původu.

## Sportovní kariéra
Jako většina amerických judistů začínal zápasit na škole v hodinách tělesné výchovy v americkém tradičním (školském) zápase. Po ukončení střední školy Kalamazoo Christian High nastoupil na univerzitu Western Michigan, kde se dostal do kontaktu s bývalým americkým reprezentantem v judu Stevem Cohenem. Během studií však preferoval kariéru kulturisty, kdy se několikrát umístil na stupních vítězů (Michigan Natural Bodybuilding, Muscle Mania World Championships, Mr. America apod.). V americké judistické reprezentaci se pohyboval od roku 1997 v těžké váze nad 100 kg. V roce 2000 a 2004 startoval na olympijských hrách v s bilancí 1 výhra 2 porážky. Sportovní kariéru ukončil v roce 2005.
Žije ve Phoenixu, kde pracuje ve stavebnictví a realit. Ve volném čase předává zkušenosti mladým judistům v klubu Southwest Judo Academy.

## Výsledky

### Judo
| Turnaj                  | 1999       | 2000       | 2001       | 2002       | 2003       | 2004       |
| Turnaj                  | 27         | 28         | 29         | 30         | 31         | 32         |
| Turnaj                  | těžká váha | těžká váha | těžká váha | těžká váha | těžká váha | těžká váha |
| ----------------------- | ---------- | ---------- | ---------- | ---------- | ---------- | ---------- |
| Olympijské hry          |            | úč.        |            |            |            | úč.        |
| Mistrovství světa       | úč.        |            | úč.        |            | úč.        |            |
| Panamerické hry         | —          |            |            |            | 3.         |            |
| Panamerické mistrovství | úč.        | —          | —          | —          | 3.         | —          |